# Seznam čeških pisateljev
Seznam čeških pisateljev.

## A
- Michal Ajvaz
- Jakub Arbes
- Ludvík Aškenazy
- Jan Maria Augusta
- Stanislav Augusta

## B
- Jindřich Šimon Baar
- Vladimír Babula
- Milena Balcarová
- Vojtěška Baldessari Plumlovská
- Eduard Bass
- Jan Bauer
- Jaroslav Bednář
- František Běhounek
- Bianca Bellová
- Jan Beneš
- Karel Josef Beneš
- Václav Beneš Šumavský
- Václav Beneš Třebízský
- Božena Benešová
- Vratislav Blažek
- Anna Bolavá
- Ilona Borská
- Tereza Boučková
- Zuzana Brabcová
- Jiří Brdečka
- Otokar Březina
- Ivona Březinová
- Josef Brukner

## C
- Petr Chelčický

## Č
- Karel Čapek
- Karel Matěj Čapek-Chod
- Rudolf Čechura
- Jan Čep
- Bohuslav Čermák?
- Michal Černík
- Václav Černý
- Marie Červinková-Riegrová

## D
- Avigdor Dagan (češ.-izraelski)
- Oldřich Daněk
- Jakub Deml
- Radka Denemarková
- Hana Doskočilová
- Jan Drda
- Jaroslav Durych
- Viktor Dyk

## E
- Karel Jaromír Erben
- Karla Erbová

## F
- Ota Filip
- Viktor Fischl
- Josef Frais
- Josef Václav Frič
- Norbert Frýd
- Julius Fučík
- Ladislav Fuks

## G
- Marie Gebauerová
- František Gellner
- Jarmila Glazarová

## H
- F. Háj
- Emil Hakl
- Jaroslav Hašek
- Jiří Haussmann
- Jiří Havel
- Josef Havel
- Václav Havel
- Jaroslav Havlíček
- Karel Havliček Borovsky
- Olga Hejná
- Jan Herben
- František Herites
- Ignát Herrmann
- Josef Hiršal
- František Hlaváček
- Vojtěch Hlinka
- Ota Hofman
- Daniela Hodrová
- Josef Holeček
- Pavla Horáková
- Egon Hostovský
- Bohumil Hrabal
- Jan Hrebejk
- Svatopluk Hrnčı́ř
- František Hrubín

## J
- Milan Jariš
- Josef Jelen
- Milena Jesenská
- Růžena Jesenská
- Alois Jirásek

## K
- Franz Kafka
- Jiří Kahoun
- Eva Kantůrková
- Jiří Karásek ze Lvovic
- Jan Klecanda
- Václav Kliment Klicpera
- Ivan Klíma
- Ladislav Klíma
- Karel Klostermann
- Josef Kocourek
- Jelena Kohout
- Pavel Kohout
- Luboš Y. Koláček
- Jiří Kolář
- Karel Konrád
- Josef Kopta
- Václav Kosmák
- Josef Kostohryz
- Jan Pravoslav Koubek
- Petr Král
- Jiří Kratochvil
- František Václav Krejčí
- Vít Kremlička
- Josef Štefan Kubín
- Beneš Method Kulda
- Ludvík Kundera (1920-2010)
- Milan Kundera

## L
- František Langer
- Věra Linhartová
- Eduard Littman
- Milena Lukešová
- Arnošt Lustig
- Venceslava Lužicka (Ana Srbova)

## M
- Josef Svatopluk Machar
- Miloš Macourek
- Jiří Mahen (pr.i. Antonín Vančura)
- Zdeněk Mahler
- Marie Majerová
- Josef Matějka
- Ivan Matoušek
- Libuše Moníková
- Alena Mornštajnová
- Vilém Mrštík
- Jiři Mucha
- Ivana Myšková

## N
- Vladimír Neff
- Božena Němcova
- Jan Neměc
- František Nepil
- Jan Neruda
- Josef Nesvadba
- Teréza Nováková
- David Jan Novotný
- Karel Nový

## O
- Ivan Olbracht
- Jan Otčenášek

## P
- Vladimir Paral
- Iva Pekárková
- Ferdinand Peroutka
- Eduard Petiška
- Gustav Pfleger Moravský
- Sofie Podlipská
- Karel Poláček
- Gabriela Preissova
- Jan Procházka
- Iva Procházková
- Lenka Procházková
- Věra Provazníková
- Karel Ptáčník
- Antonín Jaroslav Puchmajer
- Marie Pujmanová (r. Hennerová)

## R
- Karel Václav Rais
- Martin Reiner
- Magdalena Dobromila Rettigová
- Sylvie Richterová
- Václav Řezáč
- Ema Řezáčová
- Pavel Řezníček
- Bohumil Říha

## S
- Karel Sabina
- Zdena Salivarová
- Karel Schulz
- Jaroslav Seifert
- Jan Skacel
- Josef Václav Sládek
- Vilém Slavata
- Raphael Sobiehrd-Mnishovsky
- Milada Součková
- Petra Soukupová
- Božena Správcová
- Antal Stašek
- Vojtěch Steklač
- Ludvík Středa
- Ladislav Stroupežnický
- Karolina Světlá (Johana Rottová)

## Š
- Petr Šabach
- Ota Šafránek
- František Xaver Šalda
- Michal Šanda
- Miloslav Šimek
- Marek Šindelka
- Josef Škvorecký
- Josef Karel Šlejhar
- Helena Šmahelová
- Jiři Šotola
- Fráňa Šrámek
- Pavel Šrut
- František Adolf Šubert
- Miloslav Švandrlík

## T
- Johannes von Tepl
- Václav Tille (ps. Václav Říha)
- Jáchym Topol
- Jan Trefulka
- Kateřina Tučková
- Josef Kajetán Tyl

## U
- Ota Ulč
- Miloš Urban

## V
- Ludvík Vaculík
- Vladislav Vančura
- Michal Viewegh
- Zdeněk Volný
- Ivan Vyskočil

## W
- Jiří Weil
- Richard Weiner
- Jan Weiss
- Peter Weiss
- Jiří Wolker

## Z
- Jan Zábrana
- Vilem Závada
- Tomáš Zdechovský
- Antonín Zhoř
- Markéta Zinnerová
- Tomáš Zmeškal

## Ž
- Jiří Žáček
- Helena Žižková